# Aldești (okręg Vâlcea)
Aldești – wieś w Rumunii, w okręgu Vâlcea, w gminie Golești. W 2011 roku liczyła 542 mieszkańców.